# Polia calina
Polia calina är en fjärilsart som beskrevs av Hospital 1948. Polia calina ingår i släktet Polia och familjen nattflyn. Inga underarter finns listade i Catalogue of Life.